# Бонасоне, Джулио
Джулио Антонио Бонасоне (лат. Giulio Antonio Bonasone; (около 1498—1574) — итальянский живописец и гравёр.

## Биография
Джулио Бонасоне с 1521 по 1574 год проживал на севере Италии в городе Болонья. Помимо прочего, обучался художественному мастерству у Лоренцо Саббатини и Джулио Романо.
Он один из первых старался воспроизвести на гравюре эффект красок. После него осталось более 350 гравюр. В частности, Джулио Бонасоне принадлежит портрет Микеланджело (1548), приложенный к биографии последнего, написанной Асканио Кондиви (а за два года до этого Микеланджело сам написал портрет Бонасоне).
Джулио Бонасоне скончался в городе Болонья в 1574 году.
Позднее Рембрандт, желая потренироваться в изображении обнажённой натуры, собрал в своей коллекции эстампов множество эротических гравюр и картин Джулио Бонасоне, Рафаэля, Россо, Аннибале Карраччи, Хендрика Гольция, а также Альбрехта Дюрера и его последователей. У Джулио Бонасоне «распутство» облачено в античные одежды: изображена физическая любовь, но это не вызывало протеста моралистов, так как любовью на гравюрах занимались боги.